# Crenicichla semicincta
Crenicichla semicincta är en fiskart som beskrevs av Franz Steindachner 1892.
Crenicichla semicincta ingår i släktet Crenicichla och familjen Cichlidae. Inga underarter finns listade i Catalogue of Life.